# Route nationale 5 (Congo-Brazzaville)
Pour les articles homonymes, voir Route nationale 5.
La route nationale 5 (RN5) est une route nationale de la république du Congo reliant entre eux les chefs-lieux éponymes des deux districts de Madingo-Kayes et Nzambi dans le département du Kouilou, en passant par la localité de Louléma.
Elle longe la côte atlantique, atteint la rivière côtière de la Noumbi, la lagune de Conkouati par l'intermédiare d'un bac au sein du parc national de Conkouati-Douli (PNCD) jusqu'à la frontière gabonaise pour atteindre la lagune Banio en passant par la localité de Ndindi.